# مایلز وارن
مایلز وارن (انگلیسی: Miles Warren; ۱۰ مهٔ ۱۹۲۹ – ۹ اوت ۲۰۲۲) معمار اهل نیوزیلند بود.

## مرگ
وارن در ۹ اوت ۲۰۲۲در سن ۹۳سالگی در کرایست‌چرچ درگذشت.